# Hypoflavia
Hypoflavia — рід грибів родини Caliciaceae. Назва вперше опублікована 2000 року. Рід зростає у Південній Америці.